# Black Rose: A Rock Legend
Black Rose: A Rock Legend es el noveno álbum de estudio de la banda irlandesa de hard rock Thin Lizzy, lanzado en 1979 por Vertigo Records. El disco contó con la presencia del afamado guitarrista Gary Moore en reemplazo de Brian Robertson.

## Lista de canciones
Lado A
1. Do Anything You Want To  (Phil Lynott)  3:53
2. Toughest Street in Town  (Scott Gorham, Lynott, Gary Moore)  - 4:01
3. S&M  (Brian Downey, Lynott)  - 4:05
4. Waiting for an Alibi  (Lynott)  - 3:30
5. Sarah  (Lynott, Moore)  - 3:33

Lado B
1. Got to Give It Up  (Gorham, Lynott)  - 4:24
2. Get Out of Here  (Lynott, Midge Ure)  - 3:37
3. With Love  (Lynott)  - 4:38
4. Róisín Dubh (Black Rose): A Rock Legend  (Lynott, Moore)  - 7:06

## Personal
- Phil Lynott – Bajo, voz y guitarra de 12 cuerdas.
- Gary Moore – Guitarra líder y coros.
- Brian Downey – Batería y percusión.
- Scott Gorham – Guitarra y coros.

Músicos adicionales:
- Bluesy Hughie - Harpa en With Love y Sarah.
- Huey Lewis - Armónica.
- Jimmy Bain - Bajo en With Love.